# Чемпіонат світу з трекових велоперегонів 1931
Чемпіонат світу з трекових велоперегонів 1931 проходив з 21 по 30 серпня 1931 року в Копенгагені, Данія. Змагання проводилися у спринті та гонці за лідером серед професіоналів та у спринті серед аматорів.

## Медалісти

### Чоловіки
Професіонали
| Дисципліна       | Золото            | Срібло       | Бронза        |
| Спринт           | Віллі Фалк Гансен | Люсьен Мішар | Джеф Шеренс   |
| Гонка за лідером | Вальтер Савалль   | Еріх Меллер  | Віктор Лінарт |

Аматори
| Дисципліна | Золото        | Срібло       | Бронза              |
| Спринт     | Хельге Хардер | Віллі Ґервін | Анкер Маєр Андерсен |

## Загальний медальний залік
| Місце  | Країна                | Золото | Срібло | Бронза | Загалом |
| ------ | --------------------- | ------ | ------ | ------ | ------- |
| 1      | Данія                 | 2      | 1      | 1      | 4       |
| 2      | Веймарська республіка | 1      | 1      |        | 2       |
| 3      | Франція               |        | 1      |        | 1       |
| 4      | Бельгія               |        |        | 2      | 2       |
| Всього | Всього                | 3      | 3      | 3      | 9       |